# M197加特林機炮
M197是一款由美国武器製造商通用動力為美军所研製及生產的電力驅動三管加特林轉管式机炮，发射20×102毫米口徑機炮彈藥。

## 研發
M197主要是為了美国陆军的砲艦直升機而研發的。在越南战争的經驗中，揭示了配有7.62毫米M134迷你砲機槍的武裝直升機之使用仍有所不足以後，於1967年開始研發。M197在本質上是通用電氣M61火神式機砲的輕量化版本，使用3根槍管而非6根。其最大射速為火神機砲的1⁄4，在很大程度上限制了它在輕型飛機和直升机上使用時的後座力。它與火神機炮共享了M50和PGU系列的20毫米口径機炮彈藥。

## 歷史
在後來代表性的AH-1“眼鏡蛇”投入服役以後，M197亦使用M97和A/A49E-7兩種武器子系統投入服役，並同時安裝在美国海军陆战队YOV-10D野馬NOGS的機腹砲塔內。這機炮也是GPU-2/A機炮筴艙的基礎，它採用了該機炮、电池和電力驅動电动机，以及300發無彈鏈連接彈藥。
在AH-1“眼鏡蛇”以上，武器是由700發彈鏈連接的彈箱所提供的，包括供彈系統在內的總容量為750發。它具有650發／分鐘的循環射速。標準慣例是以30—50發連發的手法讓機炮射擊。
M197在最新型的AH-1W眼鏡蛇和AH-1Z蝰蛇武裝直升機上仍保持使用。雖然武器的旋轉驅動在理論上非常可靠，但它的供彈已經問題連連：海軍陸戰隊飛行員最初報導其卡彈率高得驚人（有時大於30％）。美國海軍陸戰隊和製造商都意識到了這個問題，並在2011年採用由梅奇國防系統開發的無彈鏈供彈系統並納入W型和Z型。該系統能夠容納650+⁄-3發在其存儲組件中，而另外大約40發在供彈滑槽內。
此外M197也通過奥托梅莱拉公司的TM 197B砲塔安裝在意大利阿古斯塔A129「野馬」CBT型直升機的機鼻以下，容彈量為500發。
XM301是M197的改進型，本來要成為後來取消的RAH-66“卡曼契”的機炮。
該武器當前的承包商為通用動力公司武器系統。
伊朗聲稱，使用安裝在其AH-1J「海眼鏡蛇」國際型的M197，在1986年2月14日两伊战争期間，擊落了一架伊拉克米格-21戰鬥機。該加特林機炮也在伊朗AH-1J國際型和伊拉克直升機（通常是尔Mi-24「雌鹿」和法國宇航「小羚羊」）之間的纏鬥當中被加以使用。

## 彈藥
| 命名     | 類型                         | 發射體的重量（克） | 炸藥重量（克）                       | 砲口初速（米／秒） | 附註 |
| -------- | ---------------------------- | ------------------ | ------------------------------------ | ------------------ | --- |
| M53      | 穿甲燃燒彈（API）            | ？                 | 4.2克燃燒彈                          | 1,030              | 貫穿力為1,000米範圍內在0度撞擊時6.3毫米軋壓均質裝甲。 |
| M56A3/A4 | 高爆燃燒彈（HEI）            | 102                | 9克高爆彈（RDX/wax/Al）和1.5克燃燒彈 | 1,030              | 彈尖引信彈，無曳光藥劑。造成暴露人員傷亡有效半徑為2米，破片危害超過20米。貫穿力為100米範圍內在0度撞擊時12.5毫米軋壓均質裝甲。                                        |
| M242     | 高爆燃燒曳光彈（HEI-T）      | ？                 | ？                                   | ？                 | 類似於M56系列高爆燃燒彈，但是具有曳光藥劑元素。 |
| M246     | 高爆燃燒曳光彈（HEI-T）      | 102                | 8.0克高爆彈                          | ？                 | 原由M168高射砲發射的彈尖引信曳光彈，會由於曳光藥劑燒透，而在飛行3〜7秒後自毀。                                                                                       |
| M940     | 多用途曳光自毀彈藥（MPT-SD） | 105                | 9克A-4/RDX/wax                       | 1,050              | 多用途無引信彈，高爆炸藥是由彈尖燃燒炸藥撞擊時引爆。會由於曳光藥劑燒透而自毀。貫穿力為518米範圍內在0度撞擊時12.5毫米軋壓均質裝甲，或940米範圍內在60度時6.3毫米裝甲。 |

## 平台
- 貝爾AH-1S—W眼镜蛇攻擊直升機
- 貝爾AH-1Z蝰蛇攻擊直升機
- 貝爾UH-1M易洛魁多用途直升機
- 阿古斯塔A129野馬CBT攻擊直升機
- 费柴尔德AU-23「和平締造者」
- 北美洛克威爾YOV-10D野馬NOGS輕型攻擊機
- GPU-2A（德语：GPU-2A）機槍筴艙（英语：Gun pod）

## 資料來源
1. ↑   (PDF).   [2015年1月19日]. （原始内容 (PDF)存档于2013年5月11日）.
2. ↑  .   [2011-10-15]. （原始内容存档于2008-09-07）.
3. ↑  .   [2015-01-19]. （原始内容存档于2015-12-12）.
4. 1 2 3 4 5 6 7  "20-Millimeter at aircav.com, http://www.aircav.com/cobra/ammo20.html （页面存档备份，存于）
5. 1 2 3 4 5 6 7  ORDATA: Ordnance Identification Tool, http://maic.jmu.edu/ordata （页面存档备份，存于）

## 外部連結
- （英文）—GlobalSecurity.org M197 （页面存档备份，存于）
- （英文）—M197 20mm Automatic Gun
- （英文）—M197 Automatic Gun （页面存档备份，存于）
- （英文）—US Army Helicopter Weapons Team
- （英文）—The Aircraft Web Site
- （英文）—General Dynamics Ordnance and Tactical Systems M197 page （页面存档备份，存于）
- （简体中文）—D Boy Gun World（槍炮世界）—M197机炮 （页面存档备份，存于）